# Mabank (Texas)
Mabank es un pueblo ubicado en el condado de Kaufman en el estado estadounidense de Texas. En el Censo de 2010 tenía una población de 3035 habitantes y una densidad poblacional de 162.41 personas por km².

## Geografía
Mabank se encuentra ubicado en las coordenadas 32°22′7″N 96°6′55″O / 32.36861, -96.11528. Según la Oficina del Censo de los Estados Unidos, Mabank tiene una superficie total de 18.69 km², de la cual 18.6 km² corresponden a tierra firme y  0.09 km² (0.46 %) es agua.

## Demografía
Según el censo de 2010, había 3035 personas residiendo en Mabank. La densidad de población era de 162,41 hab./km². De los 3035 habitantes, Mabank estaba compuesto por el 88.8 % blancos, el 3.99 % eran afroamericanos, el 0.69% eran amerindios, el 1.19 % eran asiáticos, el 0.16 % eran isleños del Pacífico, el 3.23 % eran de otras razas y el 1.94 % pertenecían a dos o más razas. Del total de la población el 8.67 % eran hispanos o latinos de cualquier raza.